# 姚弋仲
姚 弋仲（よう よくちゅう、279年? - 352年3月）は、南安郡赤亭（現在の甘粛省定西市隴西県の西部）を本貫とする羌族の酋長。後秦の基礎を築いた人物である。

## 生涯
幼い頃より聡明かつ勇猛であり、思い切りが良く剛毅な性格であった。生業に従事せずに人の世話や救済を好み、自らの務めであるかのように振る舞ったので、部族から畏敬の念を受け、信頼されたという。
312年12月、前年に起きた永嘉の乱を避け、東の隃麋に移った。胡人・漢人問わず、老人や子供を背負ってでも彼に付き従った者は数万に上ったという。この時、姚弋仲は護西羌校尉、雍州刺史、扶風公を自称した。
323年7月、前趙の劉曜が隴西に割拠していた陳安を討伐すると、周辺の氐族や羌族は尽く人質を送って前趙に帰順した。姚弋仲は平西将軍に任じられ、平襄公に封じられた。また、隴上に住まう事を許された。
329年9月、後趙の石虎が上邽を陥落させて前趙を滅ぼした。姚弋仲は後趙に帰順すると、石虎へ「明公（石虎）は兵十万を擁し、その功の高さは並ぶものがいない。今こそ権を行使し策を立てる時と言える。隴上には豪族が多く、秦人は猛勁である。道が興隆すれば服従するが、道が衰亡へと向かえばすぐに背くだろう。隴上の豪族を移住させ、心腹を虚にしてやれば、王都にとって益となろう」と建議した。石虎はこれに同意し、石勒に上申して姚弋仲を行安西将軍、六夷左都督に任じた。
329年1月に東晋の豫州刺史であったが蘇峻の乱に加わって敗北した祖約が後趙に亡命し、石勒は礼遇していたが、内心では彼が生国の朝廷に忠を尽くさなかったことから忌み嫌っており、長らく面会をしなかった。330年2月、姚弋仲は上疏して「祖約は晋朝にいた頃、太后（庾文君）を逼殺し、主君（成帝）に対して不忠をなしております。陛下がこれを寵されているのを見まして、我は彼がまた反逆の心を抱かないか憂慮しております」と述べた。石勒は深く同意し、後に祖約を誅殺した。 
333年7月、後趙の石勒が逝去し、石虎が政権を掌握した。10月、石虎はかつての姚弋仲の進言を思い出し、秦・雍の豪族や氐族・羌族10万を関東に移住させた。これに伴い、姚弋仲も数万の兵を率いて清河へと移った。また、奮武将軍・西羌大都督に任じれ、襄平県公に封じられた。
334年11月、石虎は石弘を廃して自ら即位した。姚弋仲は病気と称して朝賀に赴かなかった。石虎は幾度も召集を掛け、ようやく姚弋仲は赴き、表情を更に鋭くして「汝は後事を託された身であるにもかかわらず、それを逆に奪うとはどういうつもりか！」と詰った。石虎は姚弋仲の発言に勢いがありまた真っ直ぐであったので、これを咎めなかった。
338年1月、石虎は段遼征伐を決行すると、姚弋仲を冠軍将軍に任じ、龍驤大将軍支雄と共に歩兵騎兵合わせて10万を与えて段遼征伐軍の前鋒とした。3月、後趙軍は段部の本拠地令支を攻略し、その勢力を散亡させた。
345年12月、持節を与えられ、十郡六夷大都督・冠軍大将軍に任じられた。
349年1月、石虎が皇帝位に即くと、高力督梁犢が謀反を起こした。石虎は李農に討伐を命じるも、滎陽で敗れた。石虎は大いに恐れ、早馬を出して姚弋仲に反乱鎮圧を命じた。姚弋仲は兵八千余りを率いて南郊に駐屯し、軽騎兵を伴って鄴へと向かった。この時、石虎は重病に伏していたので姚弋仲との面会を断り、領軍省に引き入れて酒食を振る舞わせた。姚弋仲は怒って食事を口にせず「我は賊を撃つべく招集された。食事をしに来たのではない！我は主上に会っておらず、その存亡（病状）も分からぬ。一見さえさせてくれならば、たとえ死んでも恨みはせん」と声を荒らげた。側近がこの言葉を石虎に伝えると、ようやく面会を許された。席上において姚弋仲は石虎へ「子（石宣）が死んで憂えているのか？そのせいで病になったのか？子が幼い時には、良い補佐を与えなかったために、殺し合う事態（弟の石韜の殺害）に至らせた。子にも過ちは有るだろうが、世話役に大いに責があったからこのような事態に陥ったのだ。汝の病は長引いておるが、世継ぎ（石世）も幼い。もし病が癒えなかったら、天下は必ず乱れるであろう。これこそ憂うべき事であり、賊なんぞを憂慮している場合ではない。梁犢らは故郷に帰りたいと考え、その途上で困窮して賊となり、その行く先々を荒らしているに過ぎん。捕える事など造作もない。この老羌が命を賭して前鋒となり、一挙で決してくれよう」と言った。姚弋仲は尊卑に関係無く他人を汝と呼ぶ癖があったが、石虎はこれを咎めず、使持節・侍中・征西大将軍に任じると共に鎧馬を下賜した。姚弋仲は「汝はこの老羌が賊を破るに堪えられるかどうか見ておくがよい」と言い、鎧を身に纏うと庭中で馬に跨り、挨拶もせずに南に向かって飛び出て行った。姚弋仲は同じく梁犢討伐の任を受けた石斌等と合流し、滎陽にて梁犢と激突し、これを大破した。梁犢の首級を挙げると、その余党を尽く掃討した。功績により、姚弋仲は剣履上殿、入朝不趨が許され、西平郡公に進封した。
349年4月、石虎が逝去し、石世が後を継いだ。この時、姚弋仲は蒲洪（後の苻洪）・劉寧・石閔（後の冉閔）らと共に梁犢討伐から帰還の途上であったが、李城において彭城王石遵と面会した。彼らは共に「殿下は年長であり、聡明であります。先帝も本来は殿下を世継ぎとなるお考えでした。ですが、老耄であった事から張豺の口車に乗せられたのです。今、女主（石世の母である劉皇太后）が朝廷に臨み、姦臣（張豺）が政治を乱しております。上白（李農は上白城に拠って石世と対立していた）が持ちこたえておりますので、宿衛に兵卒はおりません。殿下がもしも張豺の罪を数え上げ、軍鼓を鳴らして進撃すれば、全ての者が馳せ参じて、殿下を迎え入れるでしょう」と進言すると、石遵は同意した。挙兵すると、しばらくして石世を殺害した。後に石閔が兵権を掌握するようになると、石遵を殺害して石鑑を後継に立てた。新興王石祗は石閔と李農の誅殺を掲げて内外へ檄を飛ばし、姚弋仲は蒲洪と共にこれに呼応した。
350年1月、姚弋仲は灄頭へ拠点を築いたが、鄴には子の曜武将軍姚益と武衛将軍姚若がいたのでそれ以上動けなかった。姚益らが関所を破ってし灄頭まで逃げてくると、憂いの無くなった姚弋仲は正式に冉閔討伐の軍を起こし、混橋まで軍を進めた。
姚弋仲は密かに関右に割拠しようと目論んでおり、苻洪もまた同じ考えを抱いていた。姚弋仲は姚襄に5万の兵を与えて苻洪を攻撃させたが、大敗を喫して3万の兵が捕らわれた。
3月、石祗は襄国で皇帝に即位すると、姚弋仲は右丞相に任じられ、親趙王に封じられ、特に厚く礼遇された。
351年2月、冉魏軍によって襄国が百日余りに渡って包囲攻撃を受けると、石祗は国璽を送って姚弋仲へ援軍を乞うた。姚弋仲は子の姚襄に2万8千の兵を与えて救援に差し向けた。出発に際して姚襄へ「冉閔は仁を捨て義に背き、石氏を屠滅した。我はかつて石虎より厚い恩顧を賜った。自ら復讐すべきであるが、老病故にそれができない。汝の才は冉閔に十倍する。もし奴を殺すか捕らえるかができないなら、二度と戻って来るな！」と戒めた。また、姚弋仲は前燕へ使者を派遣して出兵を告げると、前燕もまた禦難将軍悦綰に三万の兵を与えて派遣し、これと合流させた。 
3月、姚襄は汝陰王石琨らと共に長蘆沢に進み、冉閔を大いに破った。だが、冉閔を捕らえることができなかったので、姚弋仲は怒って百杖の罰を加えた。
4月、石祗は敗れて殺され、後趙は滅亡した。姚弋仲は病を患っており、息子たちへ「我は元々晋室の大乱に遭遇し、石氏の厚遇を受けた為に賊臣を討ってその徳に報いようとしたのである。しかし今、石氏はすでに滅び、中原に主君はない。古来より、戎狄で天子となった者はない。我が死んだ後は汝らは晋に帰して臣節を尽くし、不義の事をなすことのないように」と述べて戒めた。11月、姚弋仲は東晋に帰順を願い出ると、使持節・六夷大都督・都督河北諸軍事・車騎大将軍・儀同三司・大単于に任じられ、高陵郡公に封じられた。
352年3月、病没した。享年73であった。姚氏の集団は子の姚襄が継承した。
357年4月、子の姚襄が関中に入った。しかし5月、苻洪の孫である前秦皇帝の苻生が派遣した軍に潰滅させられた。陣中に残された姚弋仲の棺を苻生が発見すると、苻生は王侯の礼をもって天水の冀県に棺を埋葬した。
386年4月、子の姚萇が後秦を建国すると、姚弋仲は景元皇帝と追諡され、廟号を始祖とされた。陵墓は高陵と呼ばれ、五百家が墓守として置かれた。 

## 人物
清倹であり剛直であったが、儀礼・作法を修めていなかった。幾度と無く直言を繰り返し、その言葉に遠慮や忌諱は無かった。それでも石虎は姚弋仲を甚だ重んじて、朝廷の大議に際には必ず姚弋仲を参画させた。公卿ですら彼を憚って同調したという。

## 逸話
- 武城左尉は石虎の寵姫の弟であったが、ある時、姚弋仲の陣営に侵入して騒ぎを起こした事があった。そのため姚弋仲は彼を捕え「汝は禁尉であるのに小民を脅かしている。我は大臣であり、これを見逃すわけにはいかん」と述べると、側近の者に斬首するよう命じた。左尉は流血するまで叩頭し、側近からも諫められたため、斬首を中止させた。その剛直である様はこのようであった。

- 部族の一人である馬何羅は博学であり文才を有していたが、後趙の張豺が石世の補佐の任に就くと、姚弋仲に背いて張豺に仕え、尚書郎に任じられた。張豺が斬首されると再び帰順してきたが、みな彼を殺すよう勧めた。姚弋仲は「今は才を招いてその奇略を納める時である。その力を用いるべきであり、害している場合ではない」と言い、馬何羅を参軍に任じた。その寛大である様はこのようであった。

## 家系
父は姚柯迴。兄が1人おり、兄の子に姚蘭がいる。子は42人おり、判明している中では姚益・姚若・姚襄・姚萇・姚緒・姚碩徳・姚尹買・姚旻・姚晃・姚紹・姚靖らがいる。

## 出自
有虞氏（帝舜）の末裔と伝わる。帝禹が帝舜の少子を西戎に封じ、その子孫は代々羌族酋長を荷った。焼当の時代に洮・罕の地で勢力を拡大し、七世孫の填虞は後漢の建武中元末年に西州を侵犯していたが、楊虚侯馬武に敗れて国境外へと敗走した。填虞の九世孫である遷那は部族を率いて国境内に移住し、後漢朝廷はこれを認めて冠軍将軍・西羌校尉・帰順王とし、南安の赤亭に居住させた。遷那の玄孫である姚柯迴は三国時代の魏より鎮西将軍・綏戎校尉・西羌都督に任じられた。姚柯迴の子が姚弋仲であるという。